# Caldwell (Ohio)
Pour les articles homonymes, voir Caldwell.
Caldwell est un village de l'État de l'Ohio, aux États-Unis.
Il est le siège du comté de Noble.

## Géographie
Selon les données du Bureau du recensement des États-Unis, Caldwell a une superficie de 1 mille carré (2,59 km2) entièrement en surfaces terrestres.
Le lac de Caldwell se trouve dans le comté de Noble, au nord du village, ainsi que le lac de Wolf Run, dans le Wolf Run State Park (en),. L'eau du village provient de ces deux lacs.

## Religion
Le village fait partie de la paroisse de Saint Stephen ; une église dédiée à saint Stephen se trouve dans le village. Au hameau de Carlisle (en) se trouve une autre église, Saint Michael.

## Éducation
Un lycée public, le Caldwell High School (en), se trouve au village,. Son équipe sportive de cross-country masculin a obtenu une série de victoires entre 1985 et 1992.
Le village possède une bibliothèque publique, la Caldwell Public Library.